# Instytut Techniki Szybownictwa
Instytut Techniki Szybownictwa we Lwowie – placówka naukowa zajmująca się rozwojem polskiego szybownictwa, funkcjonująca w dwudziestoleciu międzywojennym. Drugi tego typu ośrodek naukowy na świecie.

## Historia
Z inicjatywy Lwowskiego Komitetu Wojewódzkiego Ligi Obrony Powietrznej i Przeciwgazowej (LOPP) 15 marca 1932 r. został utworzony we Lwowie Instytut Techniki Szybownictwa. Instytut powstał w porozumieniu z Ministerstwem Komunikacji, jego działalność miała być finansowana ze środków Zarządu Głównego LOPP w Warszawie. Jego kierownikiem naczelnym został prof. inż. Stanisław Łukasiewicz a kierownikiem technicznym początkowo inż. Wacław Czerwiński, zastąpiony początkowo przez Adama Nowotnego a następnie przez inż. Wacława Stępniewskiego. Właściwa działalność Instytutu rozpoczęła się 1 maja 1932 roku, po ustaleniu zasad finansowania jego działalności. Był to drugi na świecie instytut tego typu. 
Przed Instytutem stawiano cele związane z tworzeniem szybowców, oceną projektów i zrealizowanych konstrukcji, opracowanie przepisów technicznych budowy szybowców, prowadzenie badań w zakresie aerodynamiki, mechaniki lotu, techniki pilotażu, metodyki szkolenia szybowcowego, meteorologii i materiałów lotniczych.
W chwili powstania Instytut składał się z wydziałów:
- Aerodynamicznego – kier. dr Zygmunt Fuchs,
- Konstrukcyjnego – kier. inż. Wacław Czerwiński,
- Meteorologicznego – kier. prof. dr Henryk Arctowski, następnie dr Adam Kochański
- Szkolnego.

W zakresie badań w locie i metodyki szkolenia Instytut pozyskał do współpracy inż. Szczepana Grzeszczyka, ponadto współpracował z Instytutem Aerodynamicznym Politechniki Lwowskiej i Instytutem Badań Technicznych Lotnictwa.
Od 1933 roku, we współpracy z Laboratorium Aerodynamicznym Politechniki Lwowskiej, Instytut wydawał pismo specjalistyczne pt. "Czasopismo Lotnicze", które w 1934 roku zmieniło nazwę na "Lwowskie Czasopismo Lotnicze". Poza publikacjami naukowymi pracownicy Instytutu publikowali artykuły o charakterze popularyzatorskim. Od lipca 1935 roku na łamach Skrzydlatej Polski pojawiła się stała rubryka Wiadomości Techniczne ITS gdzie były zamieszczane artykuły mające podnosić poziom wiedzy polskich szybowników i pasjonatów lotnictwaCITEREFGlass2007.
W 1936 roku nazwa Instytutu została zmieniona na Instytut Techniki Szybownictwa i Motoszybownictwa.
W 1937 roku Instytut przejął na kilka miesięcy Warsztaty Szybowcowe ZASPL, które w tym okresie nosiły nazwę Doświadczalne Warsztaty Szybowcowe ITS. Następnie przekształciły się one w Lwowskie Warsztaty Lotnicze.

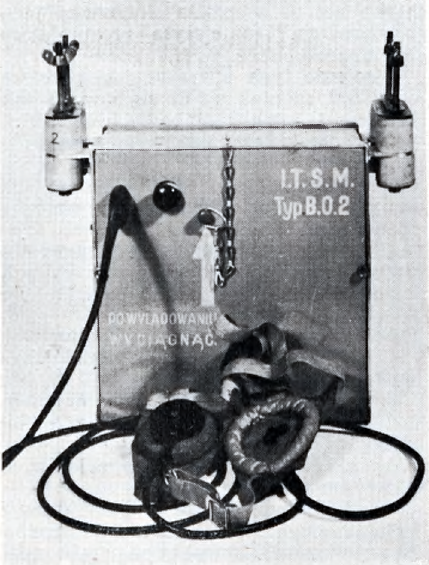
Odbiornik radiowy projektu ITSiM stosowany w szybowcach

W 1937 roku, na zlecenie Szkoły Szybowcowej w Bezmiechowej, przystąpiono w Instytucie do opracowania aparatury radiowej przystosowanej do wykorzystania podczas szkolenia szybowcowego. Pracami kierowali inżynierowie ITSiM A. Barącz i Rudolf Matz. Konstrukcję aparatury odbiorczo-nadawczej zlecono Państwowym Zakładom Tele- i Radiotechnicznym w Warszawie. Wstępne testy aparatury zostały przeprowadzone w Szkole Szybowcowej w Sokolej Górze, następnie badano ją w Laboratorium Radiotechnicznym Politechniki Lwowskiej. W 1938 roku wyposażono w radio szybowce szkolne WWS-1 Salamandra, WWS-2 Żaba, WWS-3 Delfin, Wrona, Komar, oraz CW-5 bis i przeprowadzono próby szkolenia szybowcowego z jego użyciem. Pierwsze próby szkolenia z użyciem radia, przeprowadzone w szkołach w Bezmiechowej oraz Ustjanowej, zakończyły się sukcesem. Uznano, że wykorzystanie radia zwiększa bezpieczeństwo ucznia, zmniejsza ilość wypadków, zapobiega uszkodzeniom sprzętu oraz skraca czas szkolenia. 
Instytut Techniki Szybownictwa, we współpracy z Instytutem Aerodynamicznym Politechniki Lwowskiej, zajmował się również badaniem w locie hamulców aerodynamicznych IAW opracowanych w Instytucie Aerodynamicznym w Warszawie. Hamulce zostały zamontowane na szybowcu Orlik III i testy wykazały, że ich użycie wybitnie poprawia stateczność szybowca oraz zmniejsza czułość steru kierunku. Uznano, że te zmiany są bardzo korzystne, zwłaszcza w lotach chmurowych. W 1938 roku inż. Leszek Szwarc i inż. Witold Kasprzyk opracowali wzory pozwalające obliczyć optymalną prędkość przeskoku szybowca pomiędzy kominami termicznymi co zdecydowanie poprawiło wyniki przelotów. 
Jesienią 1938 roku Zarząd Główny LOPP zlecił Instytutowi opracowanie wyciągarki szybowcowej. W pierwszej połowie 1939 roku zbudowano prototyp, który przetestowano na lwowskim lotnisku. Wybuch wojny uniemożliwił produkcję seryjną wyciągarki.

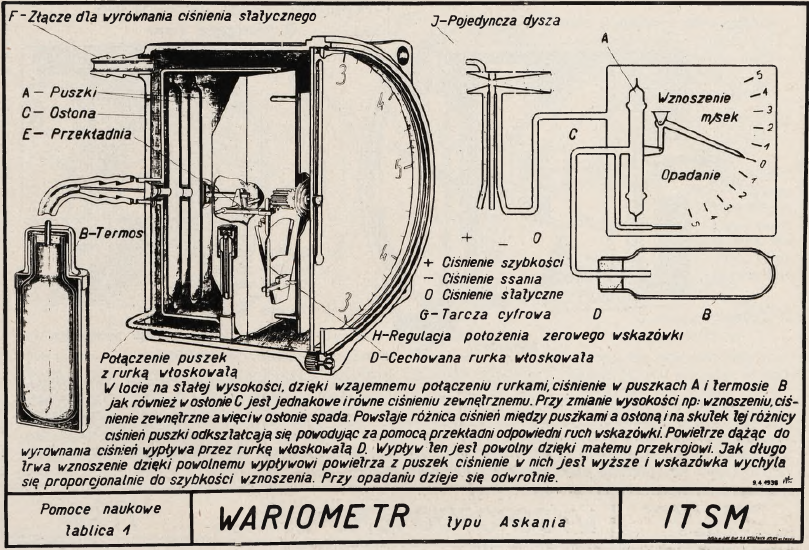
Tablica poglądowa ITSM - wariometr

W ramach działalności edukacyjnej ITSM przygotował podręczniki związane z konstruowaniem i eksploatacją szybowców. Do czerwca 1938 r. opracowano podręczniki: Drewno w szybownictwie, Dodatek do drewna w szybownictwie, Sklejka w szybownictwie oraz Obladzanie samolotów. Przystąpiono do opracowania tablic, które miały obejmować najważniejsze wiadomości z dziedziny lotu, meteorologii szybowcowej, budowy i własności szybowców, budowy i działania przyrządów pokładowych oraz znaki startowe, przepisy ruchu szybowców w powietrzu, rozwój polskich rekordów szybowcowych i najważniejsze polskie przeloty i loty wysokościowe. Do połowy 1938 r. opracowano 7 tablic dotyczących przyrządów pokładowych, które mogły być używane do szkolenia pilotów szybowcowych i samolotowych.
W Instytucie, pod kierownictwem dra Kochańskiego, opracowano pierwszą na świecie mapę termiczną dla przelotów szybowcowych, którą przedstawiono podczas Kongresu Międzynarodowego Komitetu Studiów nad Lotem Bezsilnikowym ISTUS 1939 organizowanego przez Aeroklub Rzeczypospolitej Polskiej.

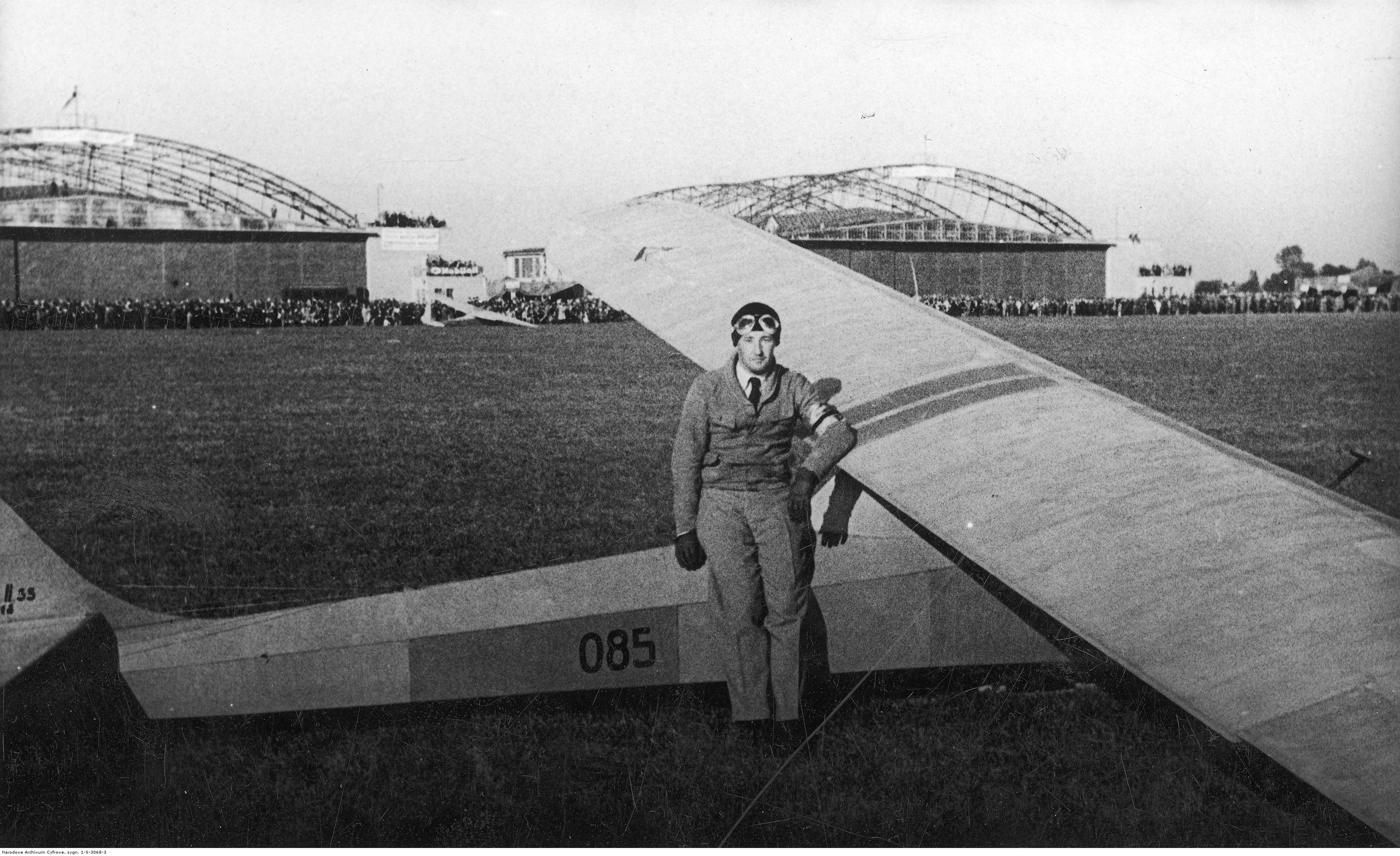
Prototyp ITS-II na lotnisku w Skniłowie. Przy szybowcu Michał Blaicher

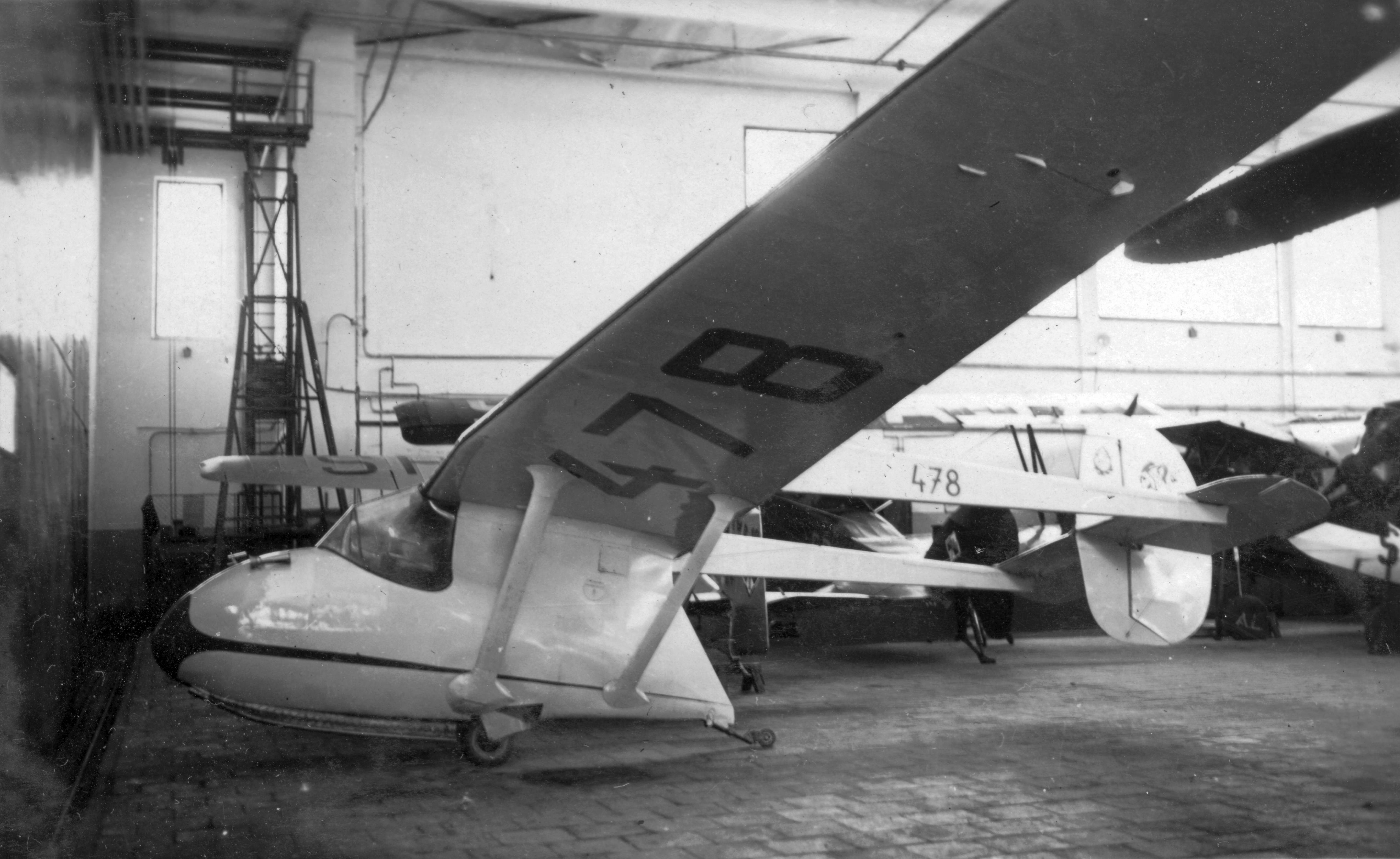
Motoszybowiec ITS-8

## Konstrukcje ITS/ITSM
W czasie istnienia Instytutu opracowano w nim projekty następujących szybowców i samolotów:
- 1931 - ITS-V, projekt szybowca akrobacyjnego,
- 1932 - ITS-II (CWJ-2), szybowiec treningowy,
- 1932 - ITS-III, projekt szybowca wyczynowego,
- 1935 - ITS-IVb, szybowiec doświadczalny,
- 1936 - ITS-8, motoszybowiec szkolno-treningowy,
- 1937 - ITS-8R, motoszybowiec doświadczalny z pomocniczym napędem rakietowym,
- 1938 - ITS-8W, motoszybowiec wyczynowy
- 1939 - ITS-8M, motoszybowiec w wersji meteorologicznej,
- 1939 - ITS ”Szarańcza”, projekt jednoosobowego motoszybowca desantowego,
- 1939 - ITS ”Wróbel”, samolot akrobacyjny,
- ITS-7 ”Drozd”, projekt samolotu sportowego,
- ITS ”Jaskółka”, projekt samolotu.